# Janet McTeer
Janet McTeer OBE est une actrice britannique, née le 5 août 1961 à Newcastle upon Tyne, dans le Tyne and Wear.

## Biographie

### Jeunesse
Janet McTeer est née le 5 août 1961 à Newcastle upon Tyne, Angleterre. Elle a une sœur, Helen.

### Carrière
Elle commence sa carrière en 1985 à la télévision lors d'un épisode de Juliet Bravo. L'année suivante, elle obtient un petit rôle dans Escort Girl de Bob Swaim. Cette même année, elle tourne dans deux épisodes de la série Gems.
En 1988, elle joue dans la première saison de la série Les Girls et le film Hawks de Robert Ellis Miller. Deux ans plus tard, elle est présente dans la mini-série Portrait of a Marriage, ainsi que les séries Screen One et Screen Two.
En 1992, elle joue dans l'adaptation du roman homonyme Les Hauts de Hurlevent réalisé par Peter Kosminsky aux côtés de Juliette Binoche et Ralph Fiennes.
En 1995, elle revient au cinéma dans le film Carrington de Christopher Hampton avec Emma Thompson et Jonathan Pryce et joue dans les deux premières saisons de The Governor. L'année suivante, elle est présente au casting de Saint-Ex réalisé par Anand Tucker.
Elle revient deux ans plus tard, où elle prête sa voix au film de Todd Haynes : Velvet Goldmine. En 1999, elle est tête d'affiche sous la direction de Gavin O'Connor dans Libres comme le vent. 
En 2000, elle est présente dans trois films : Le Fantôme de Sarah Williams, Songcatcher et Le roi est vivant. Elle retrouve le réalisateur Kristian Levring pour le film The Intended. 
En 2004, elle fait son retour à la télévision lors d'un épisode de Miss Marple. L'année d’après, elle joue dans Tideland de Terry Gilliam avec Jeff Bridges. 
En 2006, elle joue dans le film Comme il vous plaira réalisé par Kenneth Branagh, dont c'est l'adaptation homonyme de la pièce de William Shakespeare. Elle tourne également dans la série The Amazing Mrs Pritchard. 
Entre 2007 et 2009, elle enchaîne les rôles à la télévision dans des séries comme : Cinq jours, Raison et Sentiments, Hunter, ou encore Psychoville. Après 5 ans sans avoir joué au cinéma, on la retrouve en 2011 dans les films Albert Nobbs de Rodrigo Garcia, Island de Brek Taylor et Elizabeth Mitchell et Cat Run de John Stockwell. 
En 2012, elle retrouve Glenn Close (après le film Albert Nobbs) dans la cinquième et dernière saison de Damages. Elle joue également dans la mini-série Parade's End, où sont présents à ses côtés Benedict Cumberbatch et Rebecca Hall. Elle est aussi au casting du film d'horreur La Dame en Noir de James Watkins avec Daniel Radcliffe. 
L'année suivante, elle joue aux côtés de Max Irons, Rebecca Ferguson et James Frain dans la mini-série historique The White Queen, elle tourne également dans le film Hannah Arendt de Margarethe von Trotta, avec Barbara Sukowa. 
En 2014, elle est narratrice dans le premier volet de Maléfique et joue dans The Honourable Woman. L'année d'après, elle joue dans plusieurs films : Père et Fille, The Daughter et Divergente 2 : L'Insurrection. 
En 2016, elle reprend son rôle dans Divergente 3 : Au-delà du mur et est présente avec Emilia Clarke et Sam Claflin dans Avant toi, ainsi que le film d'Amber Tamblyn :Paint It Black et Trahisons. 
En 2018, elle fait son retour sur le petit écran dans la deuxième saison de Jessica Jones. Elle joue également dans le drame Sorry for Your Loss (avec Elizabeth Olsen), diffusé sur Facebook Watch, mais la série est annulée après deux saisons en 2019. Entre 2018 et 2020, elle est présente dans les saisons 2 et 3 d'Ozark. 
En 2025, elle est annoncée au casting de la future série télévisée Harry Potter produite pour HBO. Elle interprètera le professeur Minerva McGonagall. 

### Vie privée

#### Vie sentimentale
Elle est mariée depuis 2010 à Joseph Coleman.

## Filmographie

### Cinéma

#### Longs métrages
- 1986 : Escort Girl (Half Moon Street) de Bob Swaim : La secrétaire de Van Arkady
- 1988 : Hawks de Robert Ellis Miller : Hazel
- 1992 : Les Hauts de Hurlevent (Wuthering Heights) de Peter Kosminsky : Ellen Dean
- 1995 : Carrington de Christopher Hampton : Vanessa Bell
- 1996 : Saint-Ex d'Anand Tucker : Genevieve de Ville-Franche
- 1998 : Velvet Goldmine de Todd Haynes : Narratrice (voix)
- 1999 : Libres comme le vent (Tumbleweeds) de Gavin O'Connor : Mary Jo Walker
- 2000 : Le Fantôme de Sarah Williams (Waking the Dead) de Keith Gordon : Caroline Pierce
- 2000 : Songcatcher de Maggie Greenwald : Lily Penleric
- 2000 : Le roi est vivant (The King Is Alive) de Kristian Levring : Liz
- 2002 : The Intended de Kristian Levring : Sarah Morris
- 2005 : Tideland de Terry Gilliam : Dell
- 2006 : Comme il vous plaira (As You Like It) de Kenneth Branagh : Audrey
- 2011 : Albert Nobbs de Rodrigo Garcia : Hubert Page
- 2011 : Island de Brek Taylor et Elizabeth Mitchell : Phyllis, la mère
- 2011 : Cat Run (en) de John Stockwell : Helen Bingham
- 2012 : La Dame en Noir (The Woman in Black) de James Watkins : Mrs Daily
- 2013 : Hannah Arendt de Margarethe von Trotta : Mary McCarthy
- 2014 : Maléfique (Maleficent) : La narratrice
- 2015 : Père et Fille (Fathers and Daughters) de Gabriele Muccino : Carolyn
- 2015 : The Daughter (Angelica) de Mitchell Lichtenstein : Anne Montague
- 2015 : Divergente 2 : L'Insurrection (Insurgent) de Robert Schwentke : Edith Prior
- 2016 : Divergente 3 : Au-delà du mur (The Divergent Series : Allegiant) de Robert Schwentke : Edith Prior
- 2016 : Avant toi (Me Before You) de Thea Sharrock : Camilla Traynor
- 2016 : Paint It Black d'Amber Tamblyn : Meredith
- 2016 : Trahisons (The Exception) de David Leveaux : Princesse Hermine Reuss Zu Greiz
- 2022 : Le Menu (The Menu) de Mark Mylod : Lilian Bloom
- 2025 : Mission: Impossible - The Final Reckoning de Christopher McQuarrie : Walters

#### Courts métrages
- 1991 : I Dreamt I Woke Up de John Boorman : La femme mystérieuse / La Dame du Lac / La journaliste
- 1992 : I Bet It Will Rain de Richard Laxton

### Télévision

#### Séries télévisées
- 1985 : Juliet Bravo : Esther Pearson
- 1986 : Gems : Stephanie Wilde
- 1987 : Theatre Night : Miss Julie
- 1988 : Les Girls : Susan
- 1990 : The Play on One : Dr. Juliet Horwitz
- 1990 : Portrait of a Marriage : Vita Sackville-West
- 1990 - 1991 : Screen One : Caroline / Claudie adulte
- 1990 / 1993 : Screen Two : Céleste Albaret / Madeleine Severn
- 1994 : Jackanory : La lectrice
- 1995 - 1996 : The Governor : Helen Hewitt
- 2004 : Miss Marple (Agatha Christie's Marple) : Anne Protheroe
- 2006 : The Amazing Mrs Pritchard : Catherine Walker
- 2007 : Cinq jours (Five Days) : DS Amy Foster
- 2008 : Raison et Sentiments (Sense & Sensibility) : Mme Dashwood
- 2009 : Hunter : DS Amy Foster
- 2009 : Psychoville : Cheryl
- 2012 : Damages : Kate Franklin
- 2012 : Parade's End : Mme Satterthwaite
- 2013 : The White Queen : Jacquetta Woodville
- 2014 : The Honourable Woman : Dame Julia Walsh
- 2015 : Battle Creek : Commandante Kim Guziewicz
- 2018 : Jessica Jones : Alisa Jones
- 2018 - 2019 : Sorry for Your Loss : Amy Shaw
- 2018 - 2020: Ozark : Helen Pierce
- 2024 : Kaos : Hera

#### Téléfilms
- 1989 : Precious Bane de Christopher Menaul : Prue Sarn
- 1991 : The Black Velvet Gown de Norman Stone : Riah Millican
- 1992 : A Masculine Ending d'Antonia Bird : Loretta Lawson
- 1993 : Don't Leave Me This Way de Stuart Orme : Loretta Lawson
- 2007 : Daphne de Clare Beavan : Gertrude Lawrence
- 2009 : Au cœur de la tempête (Into the Storm) de Thaddeus O'Sullivan : Clementine Churchill
- 2011 : Weekends at Bellevue de Jack Bender : Diane Wallace

## Théâtre
- 1982 / 1985 : Les Trois Sœurs (Tri sestry) : Masha
- 1984 : Cymbeline : Imogen
- 1984 : Les Grandes Espérances : Mrs Joe et Molly
- 1984 : L'Admirable Chrichton : Lady Mary Lasenby
- 1984 : Mère courage et ses enfants (Mutter Courage und ihre Kinder)
- 1985 : La Grâce de Mary Traverse (The grace of Mary Traverse)
- 1986 : A Midsummer Night's Dream : Hippolyte et Titania
- 1986 : As You Like It : Rosalind
- 1986 : Worlds Apart : Victoria
- 1987 : The Tempest : Katerina
- 1988 : Greenland
- 1992 : Uncle Vanya : Yelena
- 1993 : Much Ado About Nothing : Béatrice
- 1995 : Simpatico : Cecilia
- 1995 : Vivat ! Vivat ! Regina ! : Elizabeth I
- 1996 : A Doll's House : Nora
- 2003 : La Duchesse d'Amalfi (The Duchess of Malfi)
- 2003 : La Mégère apprivoisée (The Taming of the Shrew) : Petruchio
- 2005 / 2009 : Mary Stuart de Friedrich Schiller, Londres
- 2008 / 2010 : Le Dieu du carnage à Londres : Véronica
- 2016 : Les Liaisons Dangereuses : La Marquise de Merteuil
- 2016 - 2017 : Les Liaisons Dangereuses, Broadway : La Marquise de Merteuil

## Distinctions
- Elle est Officier de l'ordre de l'Empire britannique depuis 2008.

Pour son interprétation de Nora dans la pièce A Doll's House, elle remporte les prix suivants :
- Le Laurence Olivier Awards de la Meilleure actrice de l'année 1997
- Le Tony Award de la Meilleure actrice de théâtre de l'année 1997
- Le Theatre World Award de la Meilleure comédienne de théâtre de l'année 1997
- Le Drama Desk Award de la Meilleure actrice de théâtre de l'année 1997
- L'Outer Critics Circle Award de la Meilleure performance pour une actrice de l'année 1997

Pour son interprétation de Mary Jo Walker dans le film Libres comme le vent (Tumbleweeds), elle remporte les prix suivants :
- Le National Board of Review de la Meilleure actrice de cinéma de l'année 1999
- Le Prix du Jury de la Meilleure actrice au Festival international du film de Fort Lauderdale de l'année 1999
- Le Golden Globe de la Meilleure performance pour une actrice de cinéma de l'année 2000
- Le Golden Satellite Award de la Meilleure performance pour une actrice de cinéma de l'année 2000
- Cette même année, elle est aussi nommée aux Oscars dans la catégorie de la Meilleure Actrice dans un rôle principal en compagnie d'Annette Bening, Julianne Moore, Meryl Streep et  Hillary Swank ; c'est cette dernière qui l'emportera.

Pour son interprétation du Professeur Lily Penleric dans le film  Songcatcher, elle remporte en 2000 :
- Le Prix Spécial du Jury du Festival du Film de Sundance en partage avec l'ensemble de la distribution.

Pour son interprétation de Helen Pierce dans la série Ozark, elle est nommée pour:
- Critics' Choice Television Awards 2021 : Meilleure actrice dans un second rôle dans une série télévisée dramatique [3]